# آسیلال

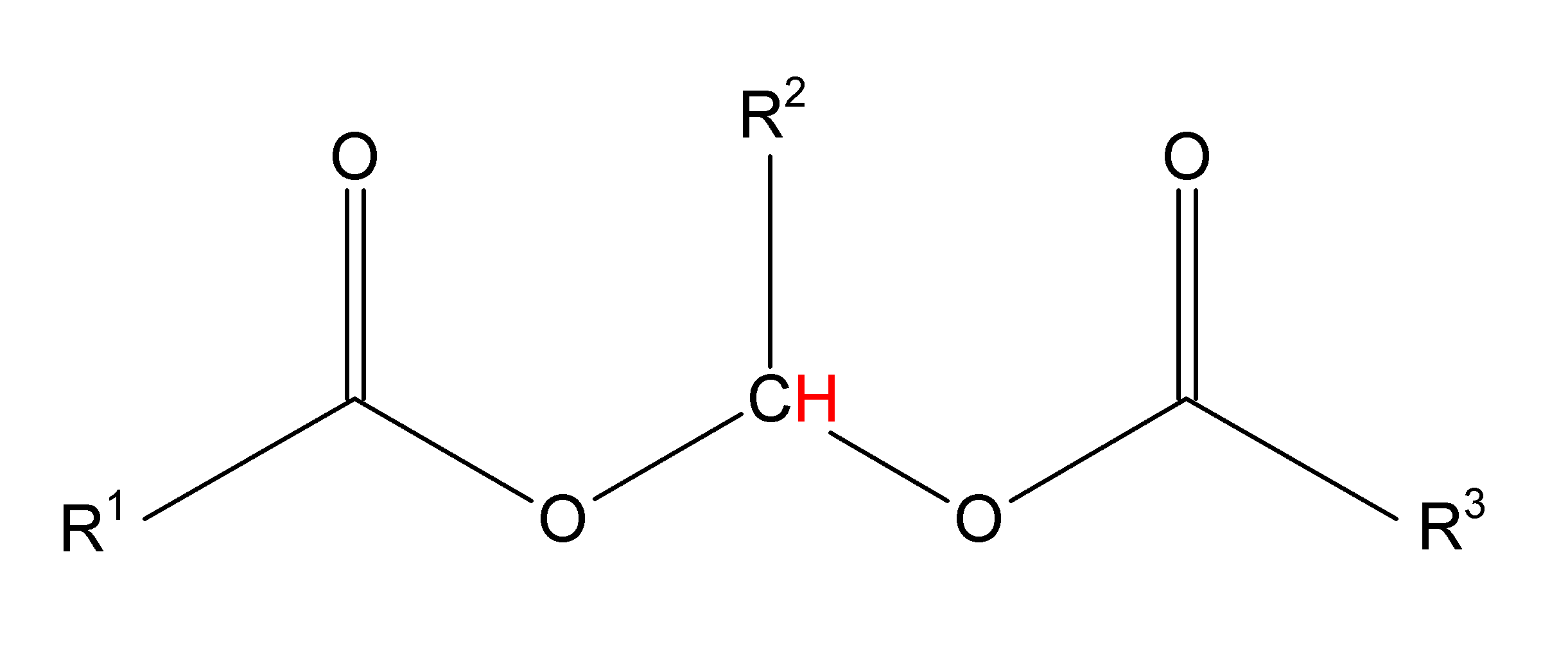
ساختار شیمیایی کلی آسیلال‌ها.

آسیلال(به انگلیسی: Acylal) در شیمی آلی به دسته‌ای از ترکیبات آلی گفته می‌شود که دارای گروه عاملی به صورت R-C(OOCR)2 باشند.